# Ponteranica
Ponteranica là một đô thị ở tỉnh Bergamo trong vùng Lombardia của nước Ý, có vị trí cách khoảng 50 km về phía đông bắc của Milano và khoảng 4 km về phía tây bắc của Bergamo. Tại thời điểm ngày 31 tháng 12 năm 2004, đô thị này có dân số 6.866 người và diện tích là 8,4 km².
Ponteranica giáp các đô thị: Alzano Lombardo, Bergamo, Ranica, Sorisole, Torre Boldone, Zogno.
A part of is surfrace is occupied by Maresana Hill